# (259387) Atauta
(259387) Atauta est un astéroïde de la ceinture principale.

## Description
(259387) Atauta est un astéroïde de la ceinture principale. Il fut découvert le 25 mai 2003 à Sierra Nevada par Alfredo Sota. Il présente une orbite caractérisée par un demi-grand axe de 2,74 UA, une excentricité de 0,17 et une inclinaison de 4,5° par rapport à l'écliptique.

## Compléments